# Stazione di Viterbo

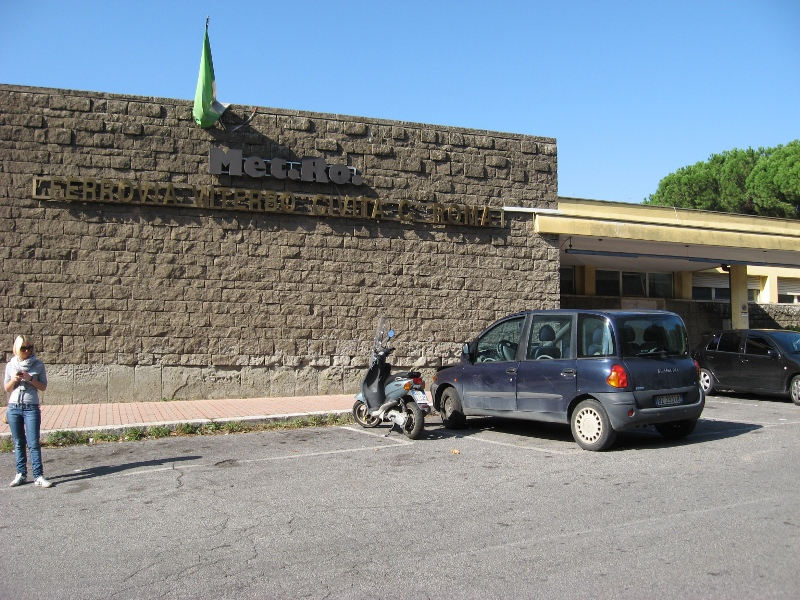
Esterno della stazione

La stazione di Viterbo, chiamata anche Viterbo Viale Trieste per distinguerla dalle altre stazioni ferroviarie della città di Viterbo, è la stazione capolinea della ferrovia Roma-Civita Castellana-Viterbo, gestita da ASTRAL. Il servizio ferroviario è gestito da Cotral.
In passato era nota anche come "Viterbo Nord", dal nome con cui era nota colloquialmente la linea ferroviaria (ferrovia Roma Nord).

## Strutture e impianti
La stazione dispone di un fabbricato viaggiatori, che ospita la sala d'attesa, la biglietteria ed i servizi igienici.
È dotata di 3 binari tronchi per il servizio viaggiatori.
In passato, era raccordata con la vicina stazione di Porta Fiorentina della rete FS tramite un passaggio a livello sulla retrostante Via Francesco Baracca. Di tale raccordo, dismesso da tempo, è ancora visibile qualche traccia dell'armamento.

## Movimento
L'impianto è servito dai treni regionali in servizio lungo la linea, con un'offerta diversificata fra feriali e festivi.

## Servizi
La stazione dispone di:
- Biglietteria a sportello
- Servizi igienici